# Franz Heisinger
Franz Heisinger (8. ledna 1840 Planá – 11. října 1921 Cheb) byl rakouský a český pedagog, historik a politik německé národnosti, v 70. letech 19. století poslanec Českého zemského sněmu.

## Biografie
Absolvoval gymnázium v Chebu, pak studoval v Praze, kde získal kvalifikaci jako učitel pro střední školy. Následně působil na různých školských ústavech v Čechách a na Moravě. Od 1. října 1870 byl ředitelem nově zřízeného učitelského ústavu v Trutnově. V letech 1879–1902 byl ředitelem učitelského ústavu v Chebu, oficiálně Státní učitelský vzdělávací ústav (Rudolfinum).
V 70. letech 19. století se krátce zapojil do zemské politiky. Ve volbách v roce 1870 byl v městské kurii (obvod Loket – Slavkov – Schönfeld – Bečov – Sangerberg) zvolen do Českého zemského sněmu.
Zabýval se též výzkumem historie Chebu a publikoval řadu článků a studií.